# Quatre-Vents Military Cemetery
Quatre-Vents Military Cemetery is een begraafplaats gelegen in de Franse plaats Estree-Cauchy (Pas-de-Calais). De militaire graven worden onderhouden door de Commonwealth War Graves Commission.
De begraafplaats telt 137 geïdentificeerde Gemenebest graven, waarvan 136 uit de Eerste Wereldoorlog en een uit de Tweede Wereldoorlog.